# Аллеге

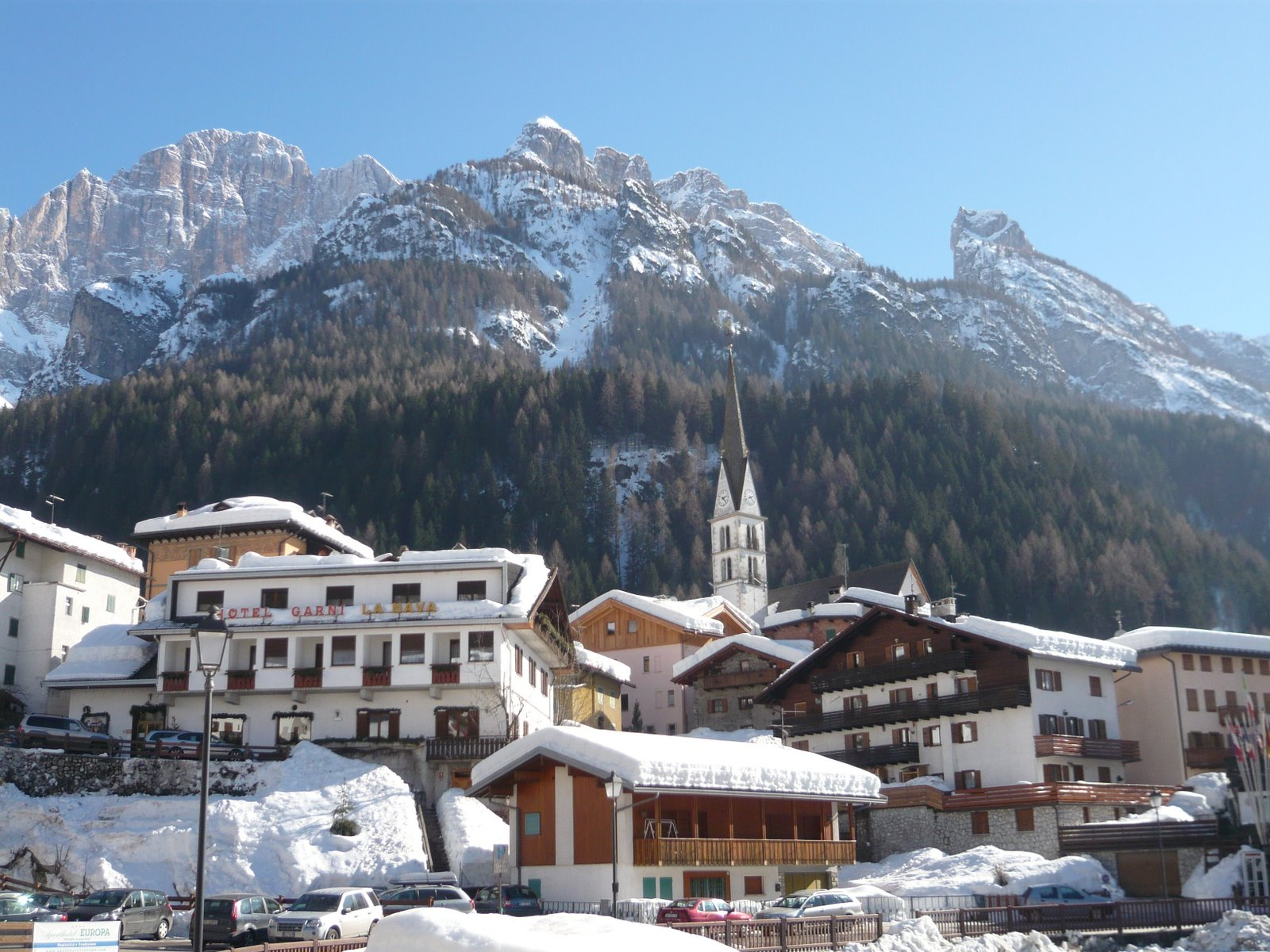
Аллеге — вид со стороны озера

Аллеге (итал. Alleghe) — город и коммуна в Италии, располагается в провинции Беллуно области Венеция.
Население составляет 1408 человек, плотность населения составляет 49 чел./км². Занимает площадь 29 км². Почтовый индекс — 32022. Телефонный код — 00437.
Покровителем города считается святой Власий. Праздник города ежегодно празднуется 3 февраля.

## География
Озёра: Лаго-ди-Аллеге и Лаго-ди-Колдай.

## Спорт
Аллеге расположен у подножья величественного горного массива Monte Civetta. Со станции подъёмника можно подняться на плато Piani di Pezze, вершины Col dei Baldi, Fertazza, и далее при помощи системы подъемников попасть в любую точку горнолыжного региона Ski Civetta. Зимой в Аллеге преобладающими видами спорта можно считать горные лыжи, сноуборд и хоккей. У Аллеге есть собственная хоккейная команда Аллеге, играющая в высшем национальном дивизионе Серия А.
Летом подъемники обслуживают альпинистов, горных туристов и поклонников маунтинбайка.

## Известные уроженцы
- Марко Соя, итальянский хоккеист.